# West Branch Cayuga Inlet
West Branch Cayuga Inlet – rzeka w Stanach Zjednoczonych, w stanie Nowy Jork, w hrabstwie Tompkins. Rzeka jest wpada do Cayuga Inlet w Newfield Hamlet, oraz jest jednym z lewostronnych dopływów tejże rzeki. Długość cieku nie została określona, natomiast powierzchnia zlewni wynosi 24,7 km².